# Retòrica a Herenni
La 'Retòrica a Herenni', en llatí Rhetorica ad Herennium, fou una obra d'un autor anònim del segle I abans de Crist. És el manual de retòrica més antic conegut. Encara actualment és una obra de referència per a tots aquells que estudien l'art de l'oratòria. Fou una obra fonamental per als estudiants de lletres a l'edat mitjana i al Renaixement. Hi ha una traducció al català de la Retòrica a Herenni, feta per Jaume Medina i Casanovas, publicada a la Col·lecció Fundació Bernat Metge.
El personatge citat al títol genera molts dubtes. Podria haver estat un retòric grec, ja que a l'obra Retòrica a Herenni se l'anomena doctor noster i se cita una opinió seva. En alguns manuscrits el seu nom està ecrit Hermestes. Alguns historiadors pensaven que podria ser Hermàgores de Temnos, però aquesta opinió sembla actualment descartada i no concorda amb el que diu ad Herennium sobre Hermàgores.